# D.E.V.O.L.U.T.I.O.N.
D.E.V.O.L.U.T.I.O.N. je 10. studiové album německé thrash metalové kapely Destruction. Je to poslední řadová deska na které účinkoval bubeník Marc Reign. První písmena v názvech všech skladeb tvoří slovo devolution.

## Seznam skladeb
Autoři všech skladeb jsou Schmier a Sifringer
1. D.evolution - 5:29
2. E.levator to Hell - 5:38
3. V.icious Circle - The 7 Deadly Sins - 4:42
4. O.ffenders of the Throne - 4:16
5. L.ast Desperate Scream - 3:59
6. U.rge (The Greed of Gain) - 4:42
7. T.he Violation of Morality - 4:36
8. I.nner Indulgence - 4:46
9. O.dyssey of Frustration - 5:29
10. N.o One Shall Survive - 4:26
11. Shellshock (Algy Ward, Peter Brabbs, Mark Brabbs) (Bonus na limitované edici)

## Sestava

### Kapela
- Marcel 'Schmier' Schirmer - zpěv, baskytara
- Michael 'Mike' Sifringer - kytary
- Marc Reign - bicí, doprovodný zpěv

### Hosté
- Vinnie Moore - kytarové sólo ve skladbě 1
- Harry Wilkens - kytarové sólo ve skladbě 2
- V.O. Pulver - kytarové sólo ve skladbě 2
- Jacob Hansen - kytarové sólo ve skladbách 5 a 9
- Gary Holt - kytarové sólo ve skladbě 6
- Jeff Waters - kytarové sólo ve skladbě 6
- Flemming C. Lund - kytarové sólo ve skladbě 9